# Purdey

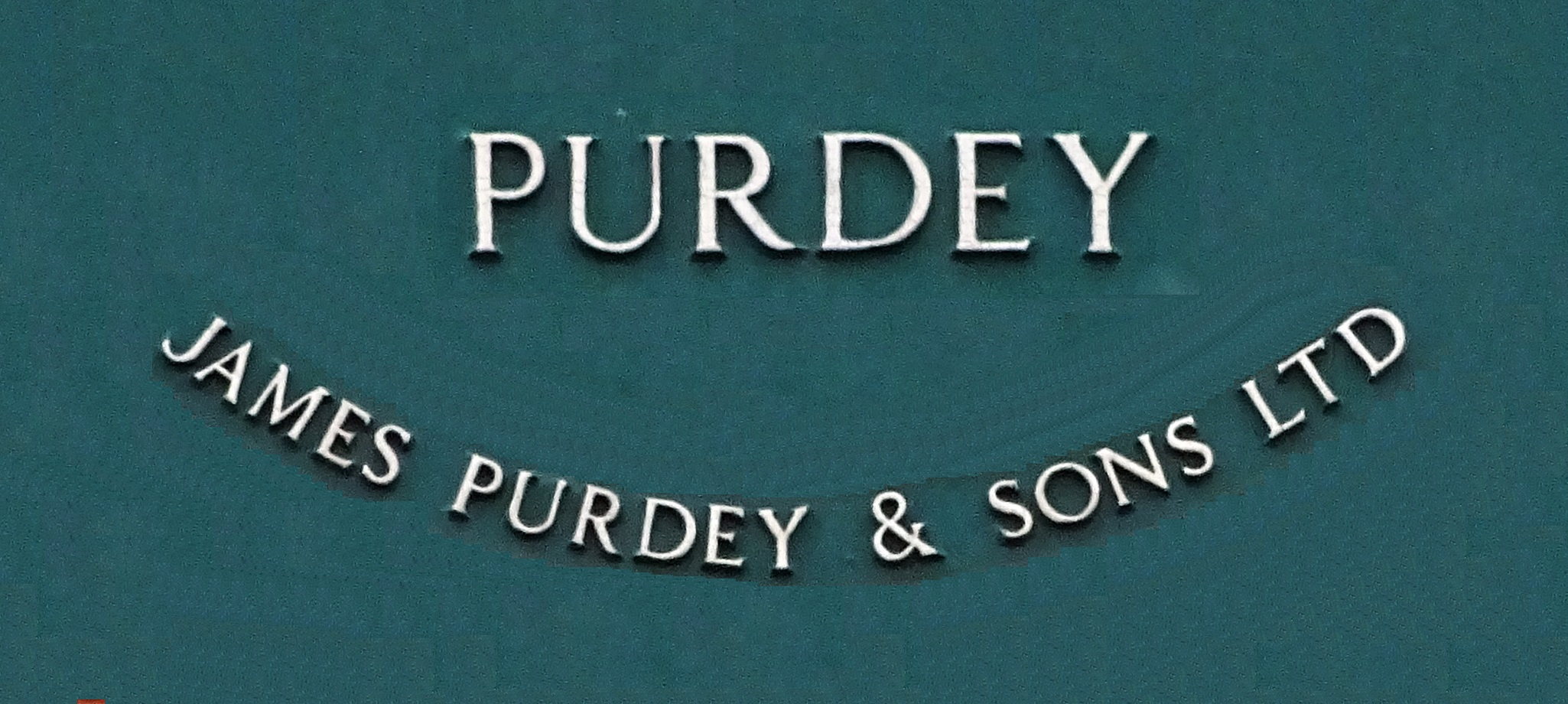

James Purdey & Sons, eller vardagligt Purdey, är en brittisk vapentillverkare som specialiserat sig på exklusiva hagelgevär samt produkter för jakt och sportskytte. Purdey är hovleverantör av vapen till tre medlemmar av det brittiska hovet: Drottning Elizabeth II, Prins Philip, hertig av Edinburgh samt Prins Charles, Prins av Wales